# Universität Lund
Die Universität Lund (schwedisch Lunds universitet, lateinisch Universitas Lundensis) ist eine Universität in der südschwedischen Stadt Lund. Sie wurde im Jahre 1666 gegründet, jedoch bestand schon 1425 das Studium generale, ein Vorgänger der heutigen Universität. Die Universität trägt den Beinamen Academia Carolina und ist eine der größten Skandinaviens. Sie ist Mitglied der League of European Research Universities. Außenstellen bestehen im Campus Helsingborg mit 3000 Studenten sowie mit der Teaterhögskolan im Campus Malmö.

## Geschichte

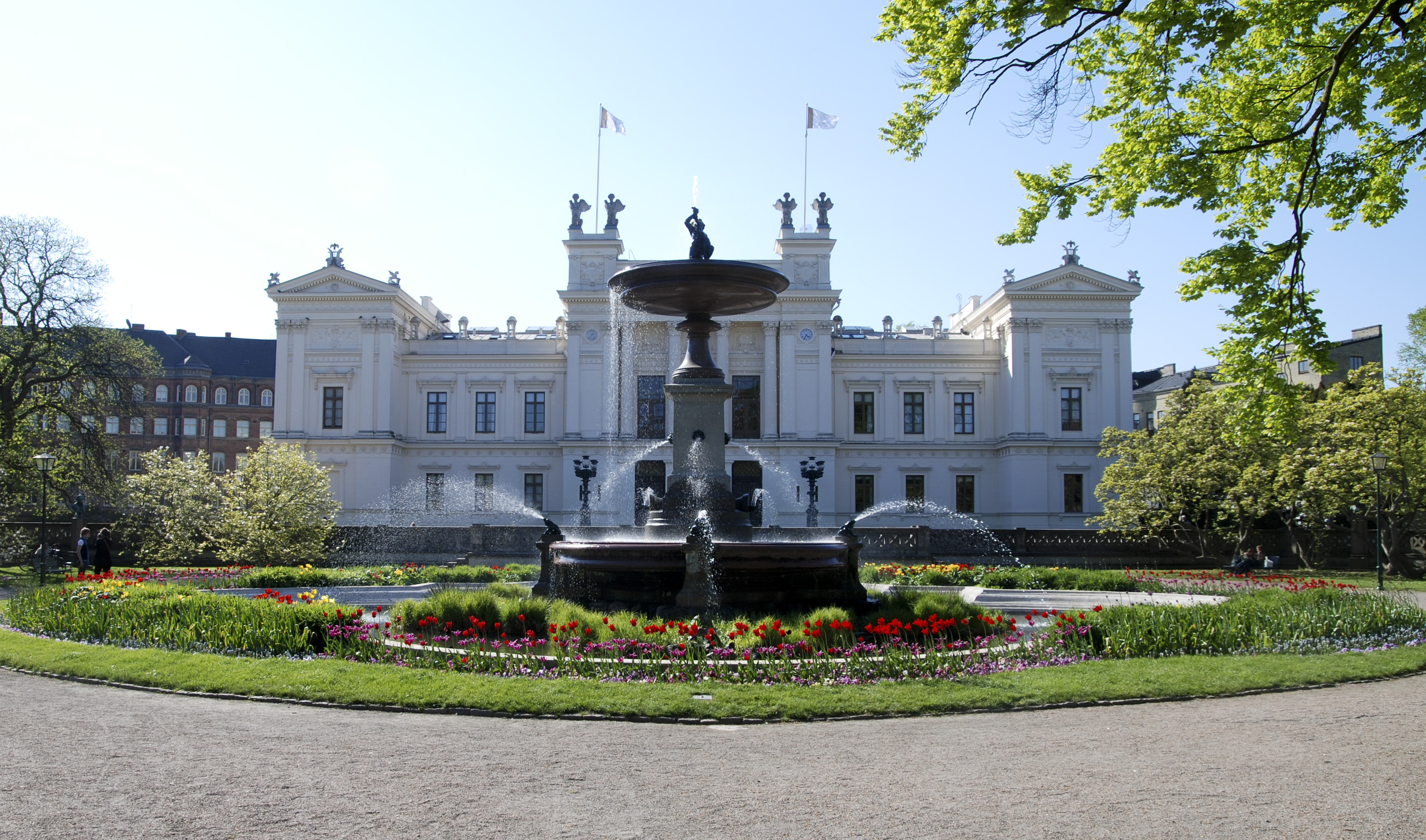
Hauptverwaltungsgebäude der Universität

Nachdem im Jahre 1658 gemäß dem Vertrag von Roskilde die Regionen Schonen, Blekinge und Halland von Dänemark an Schweden abgetreten wurden, begann die Planung für die Einrichtung einer Universität in Lund. Dies sollte dem Zweck dienen, den dänischen Einfluss in der Region zurückzudrängen. Dies wird auch im Siegel der Universität deutlich: Der Ausdruck ad utrumque (etwa: „[bereit] zu beidem“) und der Löwe mit Schwert und Buch symbolisieren die Alternativen „Bildung oder Kampf“. Vorgänger der Universität Lund war ein Priesterkolleg (gegründet 1438), das die erste höhere Bildungseinrichtung in Skandinavien war. Nach der Gründung im Jahre 1666 wurde 1668 die Universität eingeweiht. Damit ist die Universität Lund nach der Universität Uppsala (gegründet 1477) die zweitälteste Universität Schwedens.
Die 1967 gegründete Außenstelle in Växjö wurde 1977 eine selbständige Hochschule. 1999 erhielt sie Universitätsstatus, seit 2010 ist sie Teil der Linné-Universität.

## Fakultäten und sonstige Einrichtungen

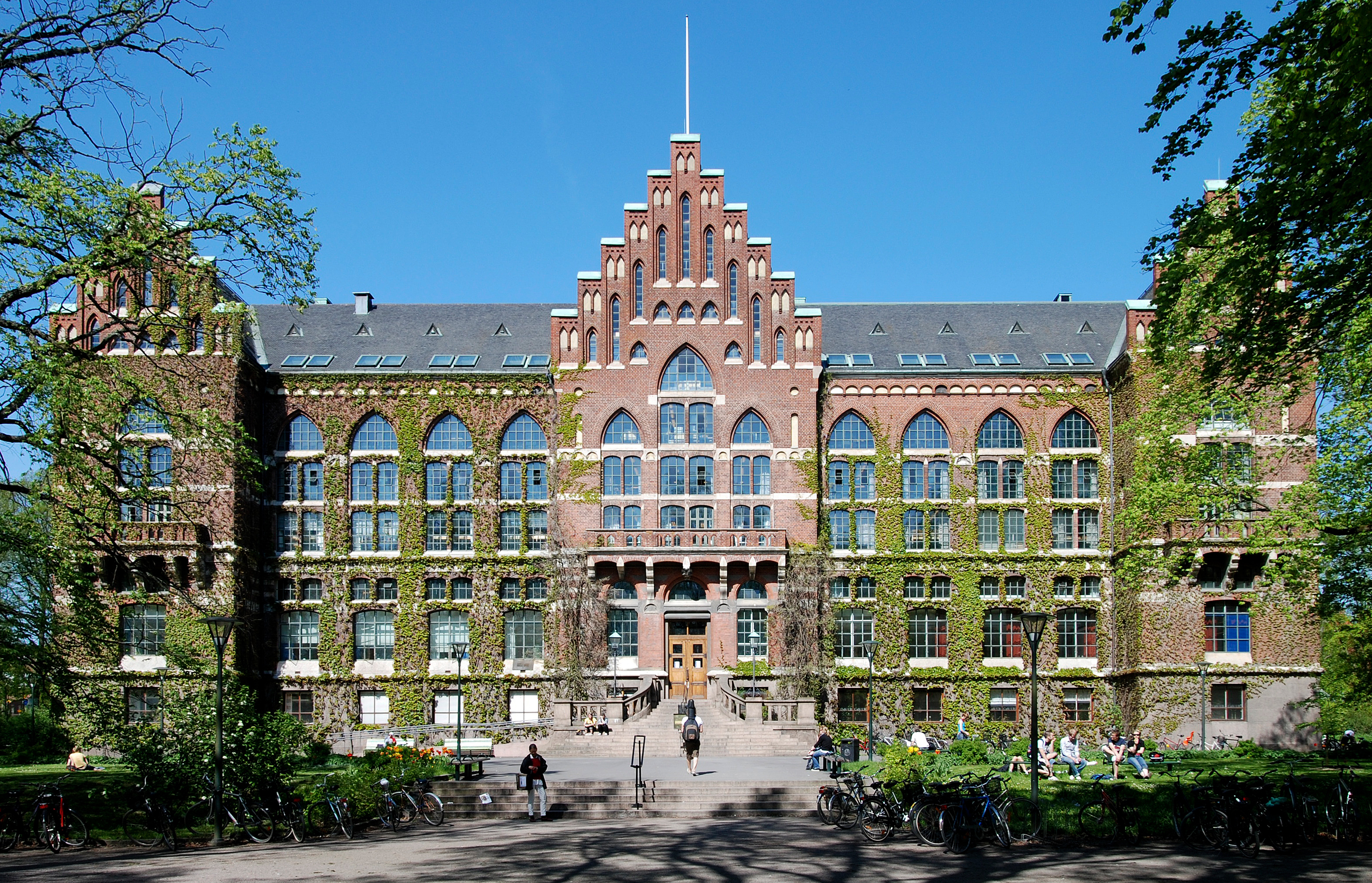
Universitätsbibliothek

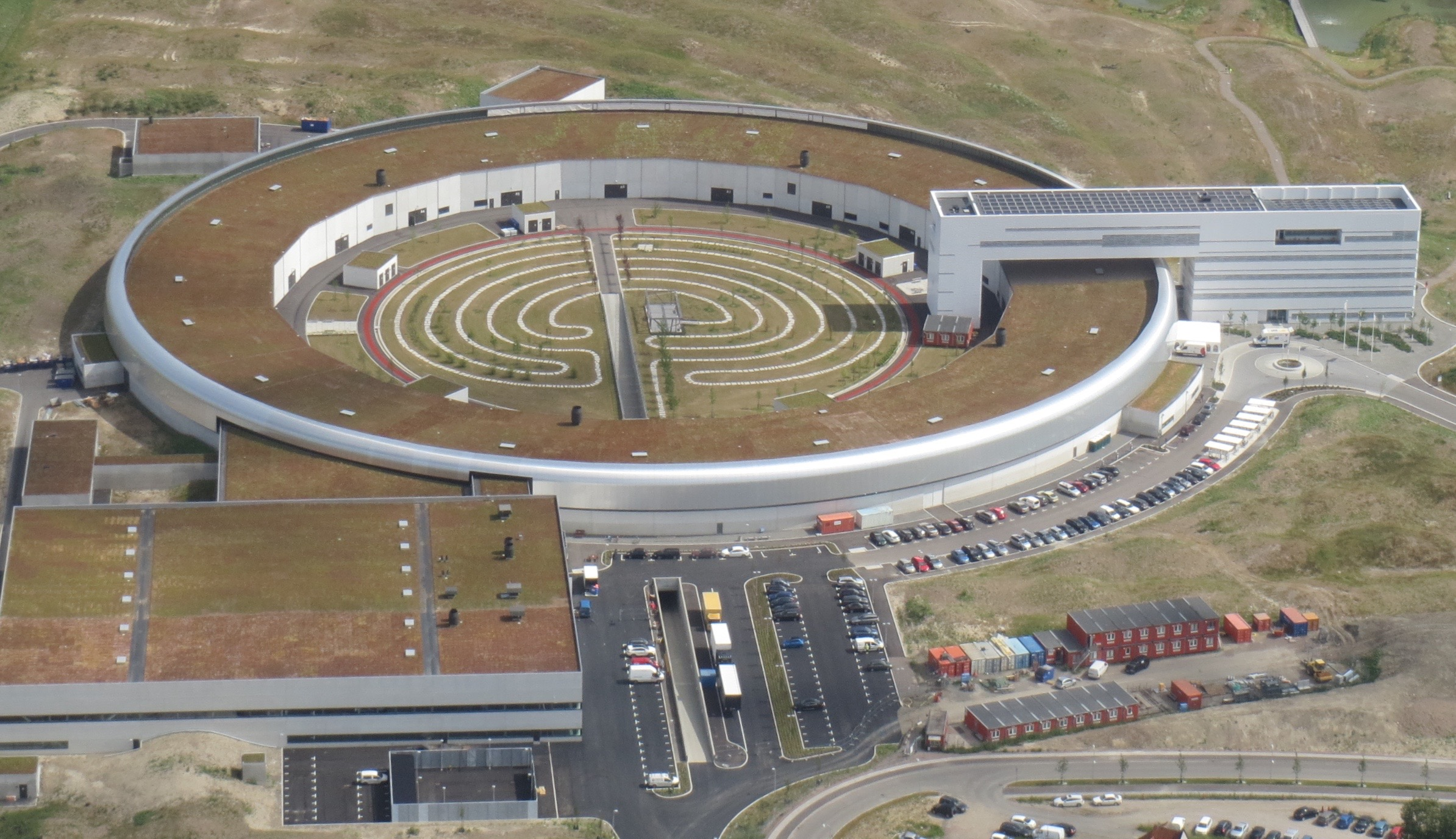
Synchrotronanlage MAX IV

Lange Zeit hatte die Universität Lund nur vier Fakultäten: Medizin, Recht, Theologie und Philosophie. Ab dem Ende des 19. Jahrhunderts änderte sich dies durch Aufspaltungen und Hinzunahmen. Heute zählt die Universität selbst insgesamt acht Fakultäten:
- Naturwissenschaften
- Jura
- Gesellschaftswissenschaften
- Medizin
- Humaniora / Theologie
- die Technische Hochschule (LTH)
- die Wirtschaftshochschule[8]
- die Fakultät für Kunst mit Kunst-, Musik- und Theaterhochschule in Malmö

Daneben gehören auch zur Universität:
- der Campus Helsingborg und
- die Verkehrsflughochschule Ljungbyhed

An die Universität Lund sind auch zwei Museen angeschlossen, das Historische Museum der Universität Lund und das Skissernas museum (Museum der Skizzen).
Die naturwissenschaftliche Fakultät der Universität betreibt die Synchrotronstrahlungsquelle MAX IV, eine nationale schwedische Großforschungsanlage.

## Studentisches Leben

### „Studentnationer“
Eine Besonderheit des schwedischen Universitätslebens nicht nur in Lund sind die Studentenvereinigungen (Schwedisch: „Studentnationer“ oder „Nationer“). Diese Vereinigungen sind nicht mit den in Deutschland bekannten Studentenverbindungen zu verwechseln, hatten sie doch seit den Gründungsjahren der Universität den eigentlichen Zweck, den Studenten aus den verschiedenen Landesteilen Schwedens ein ihnen bekanntes Umfeld zu vermitteln. In den Nationen Lunds leben so die mittelalterlichen Traditionen der Nationes weiter. Heute bestehen in Lund 13 sogenannte „Nationen“: Östgöta, Västgöta, Smålands, Lunds, Malmö, Helsingkrona, Sydskånska, Krischansta, Blekingska, Göteborgs, Hallands, Kalmar und Wermlands Nation. Die Studentennationen nehmen einen großen Platz im studentischen Lund ein. Sie betreiben eigene Cafés, Restaurants und Clubs (Discotheken) und bieten gesellschaftliche als auch sportliche Aktivitäten an. Die Mitgliedschaft in einer der Nationen war – auch für Austauschstudenten – bis Juli 2010 obligatorisch. Seither ist die Mitgliedschaft freiwillig.

### Radio AF
Mit Radio AF verfügt die Universität seit 1982 über einen eigenen Radiokanal – empfangbar via Livestream im Internet und über zwei UKW-Sendefrequenzen (91,1 MHz und 99,1 MHz). Der schwedische Hochschulradiosender produziert im Haus der Akademiska Föreningen, der „AF-Burg“ (AF-borgen) in der Lunder Altstadt, Sendungen über das Studentenleben in der Stadt. Die Radiostation, bei der rund 130 Studenten arbeiten, gilt als größter Studentensender Schwedens und zweitgrößter Europas.

## Bekannte Studenten(Auszug)
- Arvid Faxe (1733–1793), Marinearzt
- Jimmie Åkesson (* 1979), Parteivorsitzender Schwedendemokraten
- Amelia Andersdotter (* 1987), Politikerin
- Leif Erland Andersson (1943–1979), Astronom
- Anders Arborelius OCD (* 1949), Bischof von Stockholm, Kardinal
- Ingvar Carlsson (* 1934), Ministerpräsident
- Dagur B. Eggertsson (* 1972), Politiker, Bürgermeister von Reykjavík
- Vilhelm Ekelund (1880–1949), Dichter
- Tage Erlander (1901–1985), Ministerpräsident
- Elias Magnus Fries (1794–1878), Botaniker
- Ruth Bader Ginsburg (1933–2020), Richterin am Supreme Court
- Hjalmar Gullberg (1898–1961), Dichter
- Ola Hansson (1860–1925), Schriftsteller
- Lars Valter Hörmander (1931–2012), Mathematiker
- Gert Hummel (1933–2004), Theologe
- Sverker Johansson (* 1961), Physiker, Linguist, Fachbuchautor sowie Wikipedianer
- Otto Lindblad (1809–1864), Komponist
- Carl von Linné (1707–1778), Naturwissenschaftler, Begründer der modernen Taxonomie
- Anders Österling (1884–1981), Dichter
- Arvid Posse (1820–1901), Ministerpräsident
- Johannes Rydberg (1854–1919), Physiker
- Henric Schartau (1757–1825), Priester
- Karolina Skog (* 1976), Umweltministerin
- Göran Sonnevi (* 1939), Lyriker
- Carl Wilhelm August Strandberg (1818–1877), Journalist
- Carl Jakob Sundevall (1801–1875), Zoologe
- Alfhild Tamm (1876–1959), Medizinerin und Psychiaterin
- Esaias Tegnér (1782–1846), Lyriker
- Östen Undén (1886–1974), Außenminister

## Bilder

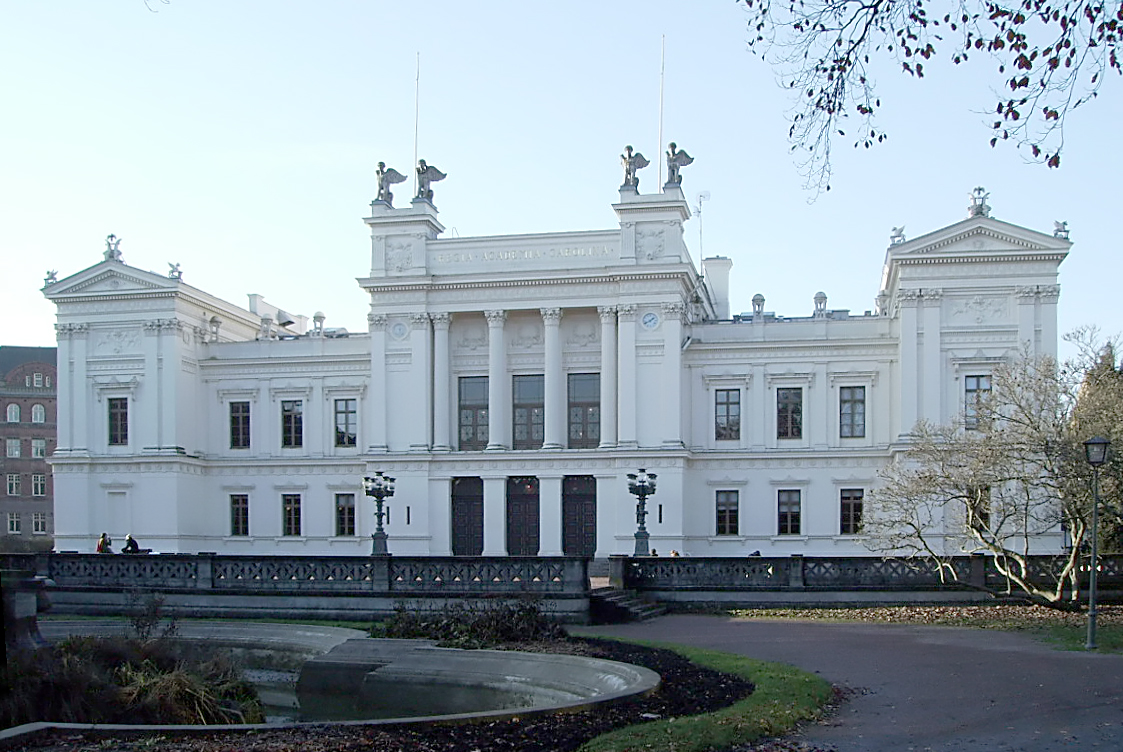
Huvudbyggnaden Hauptgebäude der Universität
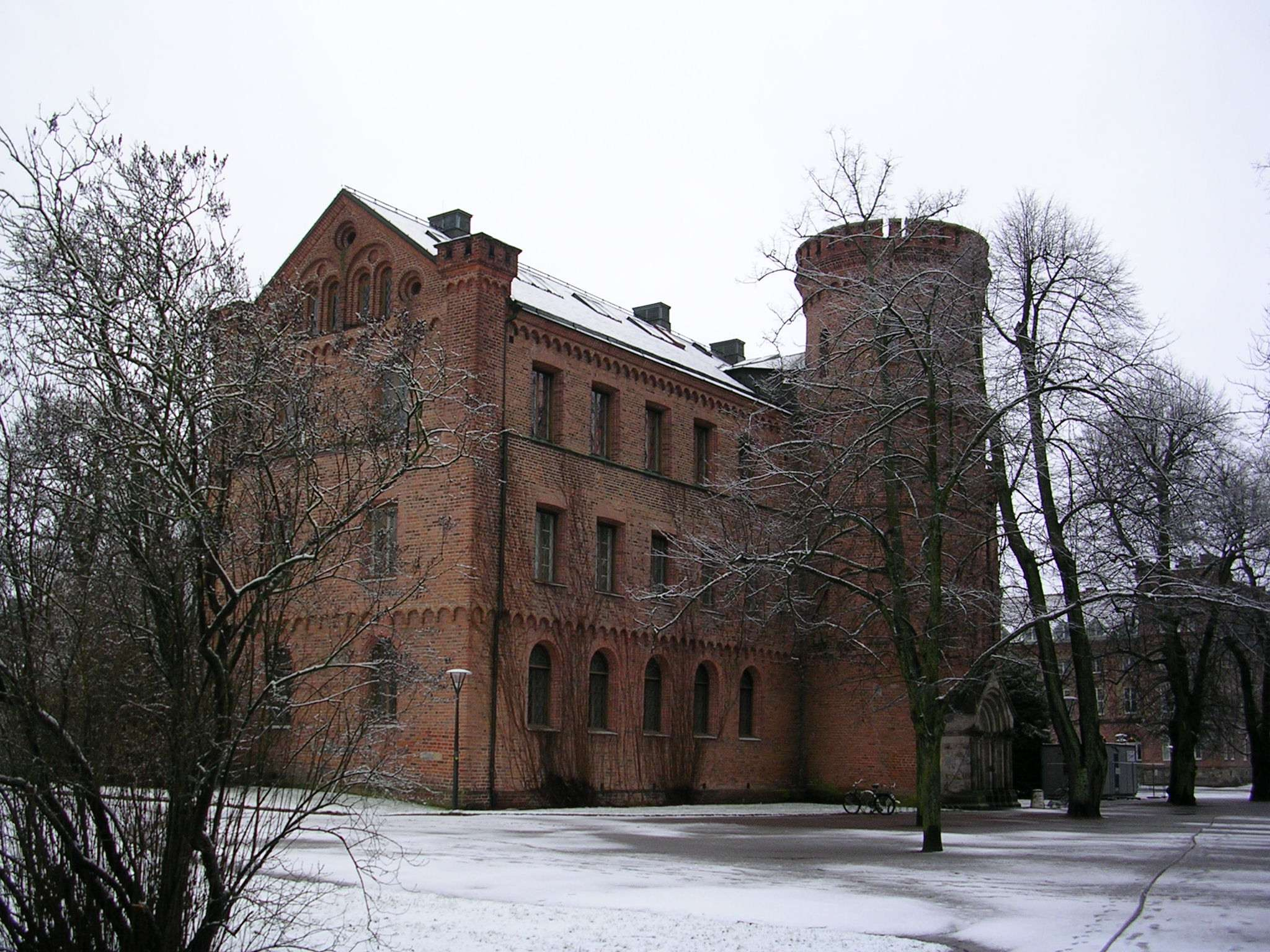
Kungshuset („Königshaus“), das älteste Gebäude der Universität
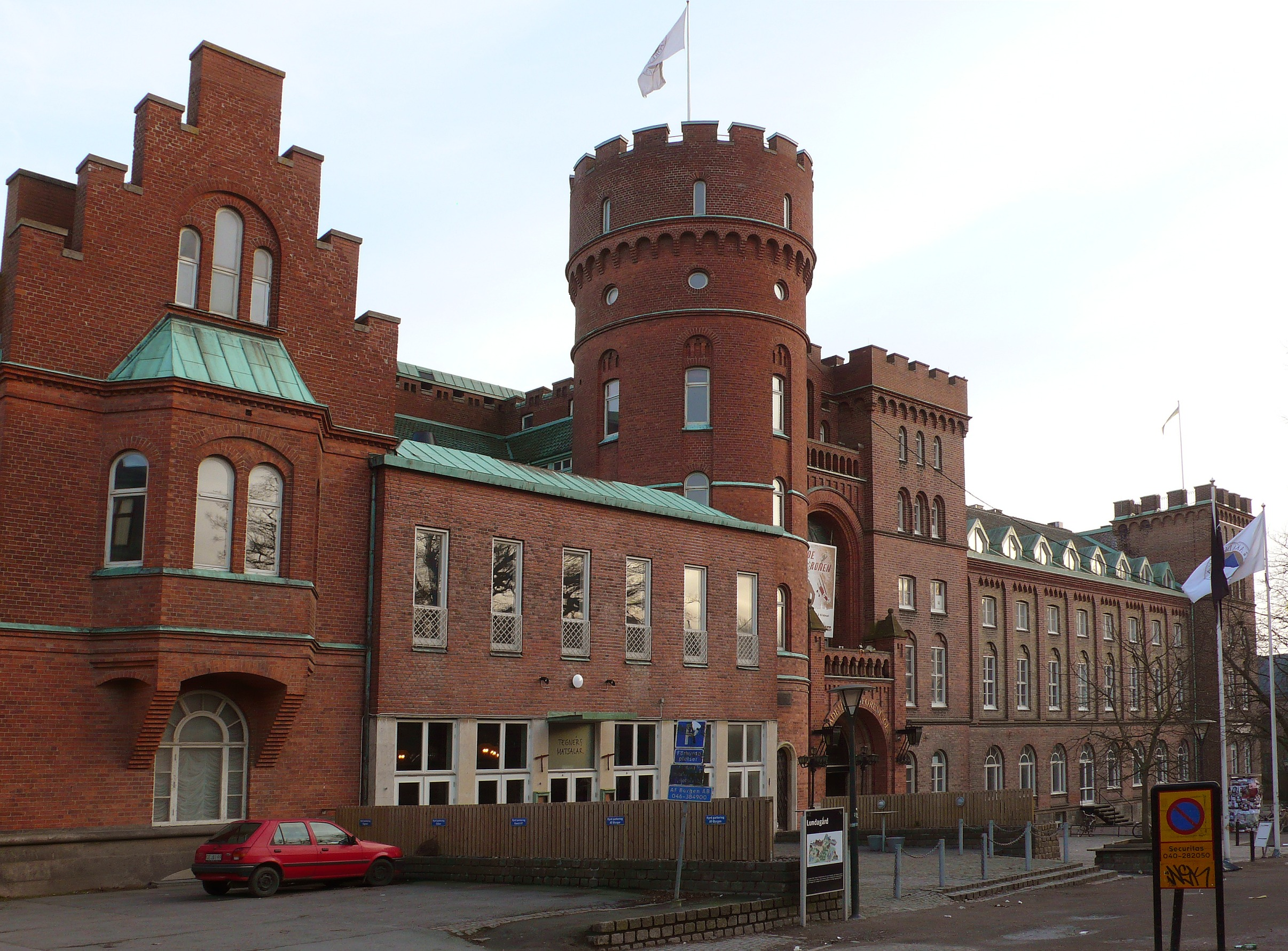
Akademiska Förening Gebäude der Akademischen Vereinigung
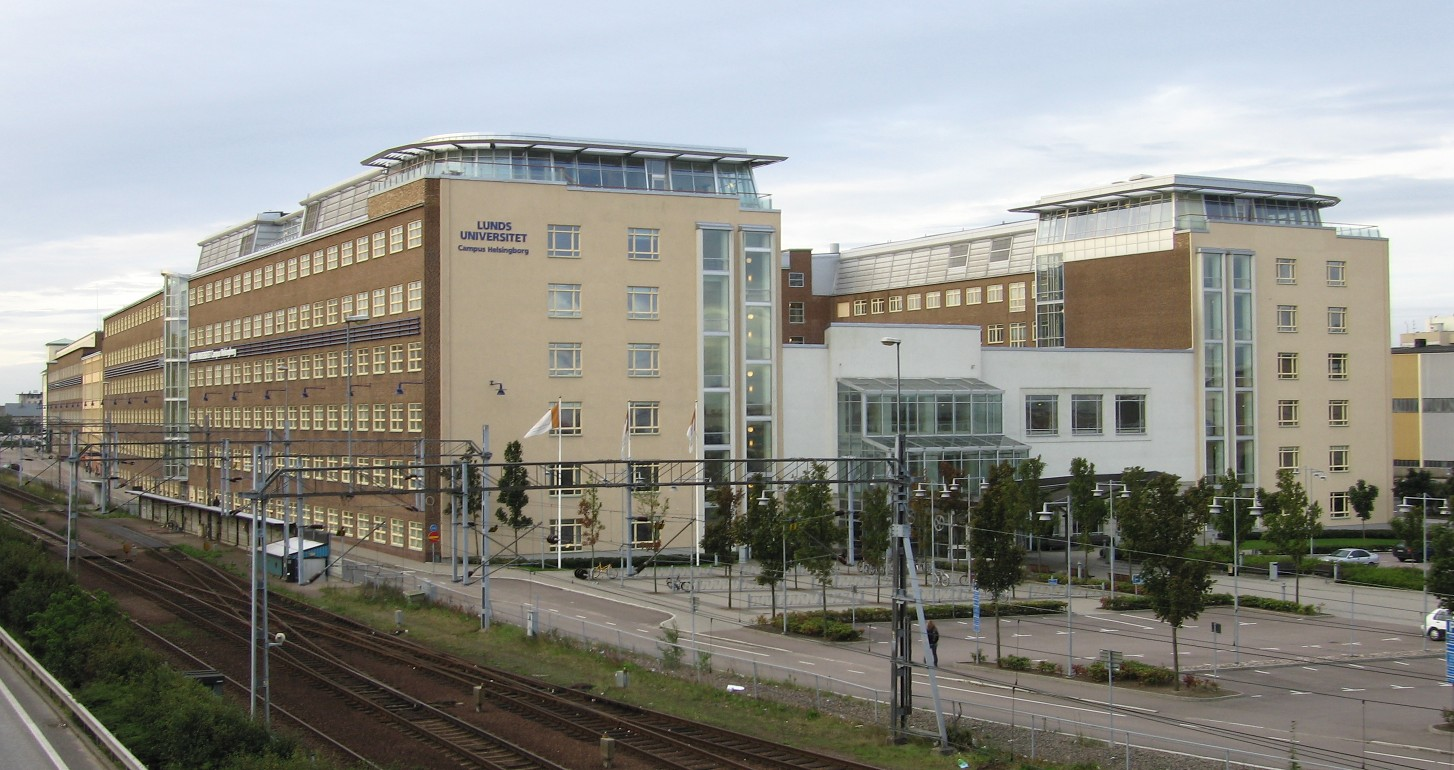
Gebäude des Helsingborger Campus, ehemals Produktionsgebäude der Gummifabrik Tretorn